# Guillaume V de Brosse
Pour les articles homonymes, voir Guillaume II.
Guillaume II de Brosse, mort au château de Nailly le 13 décembre 1338, est un prélat français du XIVe siècle. 

## Biographie
Guillaume de Brosse est le fils de Roger de Brosse, seigneur de Saint-Sévère, et de Marguerite d'Eauis. Il est le petit-neveu de l'archevêque de Sens,  du même nom.
Il est évêque du Puy de 1317 à 1318, puis de Meaux  de 1318 à 1321. Il est ensuite archevêque de Bourges (1321-1331) puis de Sens (1331-1338). Comme évêque du Puy, il rétablit la paix antre ses chanoines et les habitants du Puy.
Comme archevêque de Sens, il défend la juridiction ecclésiastique contre Pierre de Cugnières, avocat général au parlement, en présence du roi et de tous les ordres réunis, et quand Philippe de Valois donne gain de cause au clergé sur les légistes, Guillaume reconnaissant fait élever à ce prince une statue équestre à l'une des portes de la cathédrale, tandis que le malencontreux avocat est ridiculisé dans presque toutes les grandes églises de France par une petite figure grotesque, logée dans le coin d'un pilier et connue sous le nom de Pierre ou de Jean du Coignot.
Guillaume consacre le maître-autel de la cathédrale Saint-Étienne de Sens en 1332 et accorde des indulgences à cette occasion. Il reçoit les célestins à Sens en 1336. Il achète, pour la léguer à ses successeurs, une forêt de 113 arpents à Saint-Maurice-aux-Riches-Hommes.